# Aäron (voornaam)
Aäron of Aaron is een jongensnaam van Hebreeuwse oorsprong (אַהֲרֹן). De naam is afgeleid van de Hebreeuwse naam Aharon en betekent waarschijnlijk "de verlichte".

## Varianten
Varianten of afgeleiden van de naam Aäron zijn onder andere: Aharon, Aron. De naam komt ook voor in het Arabisch als Haroen.

## Aäron in de Bijbel
In de Bijbel is Aäron de oudere broer van Mozes en de eerste hogepriester van het volk Israël.

## Bekende naamdragers

### Aaron
- Aaron Burr, Amerikaanse politicus
- Aaron Carter, Amerikaanse zanger
- Aaron Ciechanover, Israëlische biochemicus
- Aaron Copland, Amerikaanse componist, muziekpedagoog, dirigent en pianist
- Aaron Klug, Britse scheikundige en biochemicus
- Aaron Peirsol, Amerikaanse zwemmer
- Aäron Adolf de Pinto, Nederlandse jurist
- Aaron Paul, Amerikaanse acteur
- Elvis Aaron Presley, Amerikaans zanger en acteur
- Aaron Ramsey, Voetballer uit Wales
- Aaron Spelling, Amerikaanse film- en televisieproducer

### Aron
- Aron Wade, Vlaamse acteur
- Aron Winter, Nederlandse ex-profvoetballer